# Haplochromis mbipi
Haplochromis mbipi är en fiskart som först beskrevs av Elisabeth Lippitsch och Bouton, 1998.  Haplochromis mbipi ingår i släktet Haplochromis och familjen Cichlidae. IUCN kategoriserar arten globalt som livskraftig. Inga underarter finns listade i Catalogue of Life.